# Chłopy (Polsko)
Chłopy (německy Bauerhufen) je vesnice v severozápadním Polsku ve gmině Mileno v okresu Koszalin v Západopomořanském vojodství. Leží přibližně 15 kilometrů severozápadně od města Koszalin a 131 km severovýchodně od krajského města Štětín. Východem vesnice prochází 16. rovnoběžka. V roce 2010 zde žilo 254 obyvatel.